# Elección para gobernador de Dakota del Sur de 2010
La elección para gobernador de Dakota del Sur de 2010 tuvo lugar el 2 de noviembre. 

## Primaria republicana

### Candidatos
- Dennis Daugaard, vicegobernador[2]
- Gordon Howie, senador estatal[3]
- Dave Knudson, líder de la mayoría del Senado estatal
- Ken Knuppe, ganadero
- Scott Munsterman, exalcalde de Brookings[3]

### Resultados
|  | 50.4 % |

|  | 17.6 % |

|  | 15.8 % |

|  | 12.4 % |

|  | 3.8 % |

|  | 100 % |

## Encuestas
| Fuente de la encuesta | Fecha(s) de realización    | Tamaño de muestra | Margen de error | Dennis Daugaard (R) | Scott Heidepriem (D) | Otro Indecisos |
| --------------------- | -------------------------- | ----------------- | --------------- | ------------------- | -------------------- | -------------- |
| Rasmussen Reports     | 20 de octubre de 2010      | —                 | —               | 55%                 | 36%                  | —              |
| Rasmussen Reports     | 9 de octubre de 2010       | —                 | —               | 57%                 | 37%                  | —              |
| Rasmussen Reports     | 8 de septiembre de 2010    | —                 | —               | 57%                 | 28%                  | —              |
| Rasmussen Reports     | 3 de agosto de 2010        | —                 | —               | 59%                 | 27%                  | —              |
| Rasmussen Reports     | 6 de julio de 2010         | —                 | —               | 52%                 | 35%                  | —              |
| Rasmussen Reports     | 10 de junio de 2010        | —                 | —               | 52%                 | 36%                  | —              |
| Rasmussen Reports     | 26 de mayo de 2010         | —                 | —               | 51%                 | 36%                  | —              |
| Rasmussen Reports     | 21 de abril de 2010        | —                 | —               | 53%                 | 33%                  | —              |
| Rasmussen Reports     | 25 de marzo de 2010        | —                 | —               | 49%                 | 32%                  | —              |
| Rasmussen Reports     | 23 de febrero de 2010      | —                 | —               | 41%                 | 32%                  | —              |
| Public Policy Polling | 10-13 de diciembre de 2009 | —                 | —               | 42%                 | 29%                  | —              |

## Resultados
|  | 61.51 % |

|  | 38.49 % |

|  | 100 % |

|  | 49.0 % |